# 스포드로사우루스
스포드로사우루스(학명:Sphodrosaurus pennsylvanicus)는 기룡목 탈라토사우루스과에 속하는 기룡이다. 지금은 멸종된 종으로 몸길이가 4~6m인 거대한 기룡에 속한다. 

## 특징
스포드로사우루스는 펜실베이니아 주의 후기 트라이아스기 시대의 New Oxford Formation(처음 제안된 브런즈윅 포메이션이 아니다.)의 기저 어수쉬안 파충류들의 속이다. 유형종은 1960년에 에드윈 콜버트가 설명한 S. 펜실베이니아누스다. 그 정기준 표본(니코틴 아마이드 모노 뉴클레오타이드 2321, 배역 AMNH 7601에 나열된다.)두개골 후면은 척추, 모든 늑골, 모든 hindlimbs과 상단의 말로는의 부분을 포함한 부분 골격의 모습을 가진 스포드로사우루스는 원래 펜실베이니아누스과의 멤버로 디노사우루스와 가깝다. 지금은 스포드로사우루스가 별개의 종으로 있다고 믿어져 다른 독립된 종으로 구성되어 있다.미스터리 한비록 라이스 외 연구진(2016)이 초기 줄기-거북일 가능성이 있다고 제안했음에도 불구하고 수스 외 연구진(1993)으로 시작하는 대부분의 작가나 라이언초사우리아(Baird, 1986년[5])의 일원으로서 어수치아의 기초 멤버가 되는 것을 피했다. 수영에 적합하도록 다리는 노의 모습으로 진화하였으며 이를 통해 바다에서 앞으로 전진하는 데에 사용했을 것으로 보인다. 양턱에는 총 15~20개의 톱니 모양에 날카로운 이빨이 있으며 이를 통해 먹이를 사냥했을 것으로 보인다. 먹이로는 당대에 서식했던 물고기, 갑각류, 무척추동물을 주로 잡아먹고 살았을 육식성의 포식자로 추정되는 종이다.

## 생존시기와 서식지와 화석의 발견
스포드로사우루스가 생존하던 시기는 중생대의 트라이아스기 후기로서 지금으로부터 2억년전~1억 8천만년전에 생존했던 종이다. 생존했던 시기에는 북아메리카를 중심으로 하는 북동부 태평양과 북서부 대서양에서 주로 서식을 했던 공룡이다. 화석의 발견은 1960년에 북아메리카의 트라이아스기에 형성된 지층에서 캐나다의 고생물학자인 에드윈 콜버트가 처음으로 발견하여 새롭게 명명된 종이다.

## 같이 보기
- 파충류
- 중생대
- 트라이아스기
- 기룡
- 공룡
- 화석